# Espargos
Espargos (oficjalnie Cidade dos Espargos) – miasto w Republice Zielonego Przylądka, stolica wyspy Sal i okręgu administracyjnego o tej samej nazwie. Nazwa miejscowości oznacza „Szparagi” i wywodzi się od tej rośliny dziko rosnącej w jej okolicy. Według spisu powszechnego w 2010 r. ludność miasta wynosiła ponad 17 tysięcy osób i gwałtownie rośnie. Na południe od centrum miejscowości znajduje się główne lotnisko kraju.

## Historia
Miejscowość rozwinęła się po rozpoczęciu budowy lotniska przez Włochów wykorzystywanego jako tranzytowe dla lotów między Europą i Ameryką Południową. Najstarsza część miasta została nazwana Preguiça od nazwy miejscowości na wyspie São Nicolau, skąd pochodzili robotnicy. W latach 60. i 70. XX wieku z lotniska korzystały samoloty Południowej Afryki, które ze względu na apartheid nie mogły lądować na terenie większości krajów Afryki, stąd jedno z osiedli nosi nazwę Pretoria. W związku z gwałtownym rozwojem turystyki w XXI wieku ludność Espargos wzrosła kilkukrotnie, a miejscowość uzyskała w 2010 r. status miasta.

## Demografia
Na początku XXI wieku w Espargos mieszkało niewiele ponad 5 tysięcy mieszkańców, jednak w 2010 r. spis powszechny wykazał ponad 17 tysięcy osób a w 2015 r. szacunki mówią o około 22 tysiącach. Dzięki tak gwałtownemu przyrostowi ludności miasto jest obecnie trzecim pod względem ludności w kraju po Prai i Mindelo. Jedynie 3% ludności żyje w ubóstwie, przy średniej krajowej 26,6%.

## Transport
W południowej części miasta znajduje się międzynarodowy port lotniczy im Amílcara Cabrala, będący najważniejszym w kraju. Dwupasmowa droga łączy Espargos z lotniskiem i Santa Marią. Asfaltowe drogi dojeżdżają też z miasta do Palmeiry, gdzie znajduje się główny port na Sal i z Pedra de Lume. Do innych miejscowości łatwo się dostać licznymi busami lub taksówkami.

## Gospodarka
Miasto pełni rolę głównego ośrodka usługowego wysp i ważnego węzła komunikacyjnego dzięki międzynarodowemu portowi lotniczemu. Wielu mieszkańców pracuje też w hotelach zlokalizowanych na południu Sal. 